# Hauptluftleitung
Die Hauptluftleitung (Abkürzung HL oder auch HLL), in der Schweiz Hauptleitung genannt, ist die durchgehende Verbindungsleitung der Bremseinrichtung von Schienenfahrzeugen. Sie hat zwei Aufgaben, das Füllen der Hilfsluftbehälter in jedem angeschlossenen Fahrzeug bei der Einleitungs-Bremse sowie das Anlegen und Lösen der Bremse. Je nach System versorgt sie die Fahrzeuge mit der nötigen Druckluft oder Vakuum. Zum Absperren der Druckluftleitungen befindet sich am Stoßbalken des Fahrzeuges jeweils ein Absperrhahn. Bei Vakuumbremsen übernehmen die Absperrfunktion Blinddecken, an welchen sich der Kupplungskopf festsaugt.

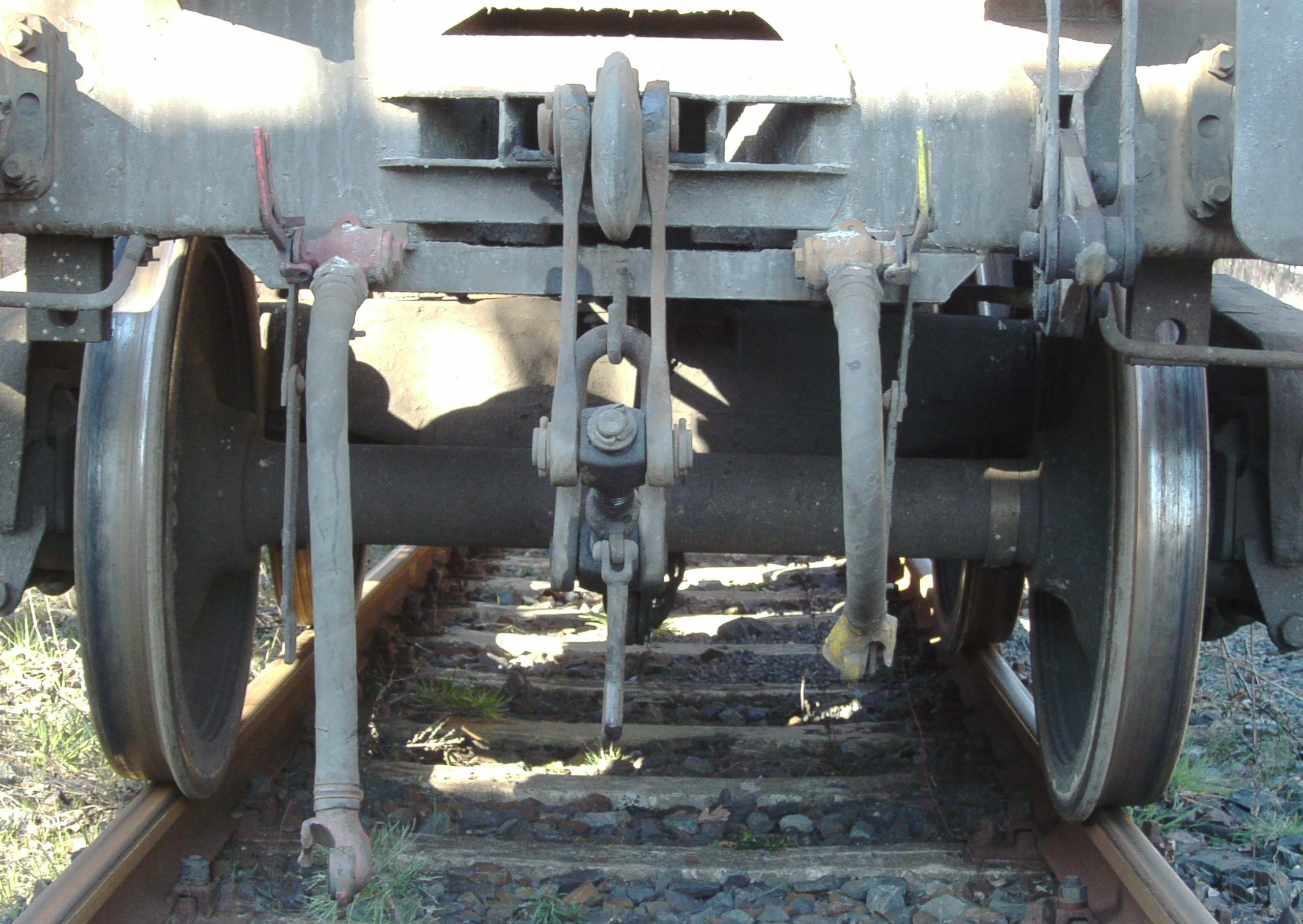
Schraubenkupplung und Hauptluftleitung an einem Seitenkippwagen

Der Regelbetriebsdruck der Hauptluftleitung liegt nach der UIC541-03 „Führerbremsventile“ bei 5,00 bar ± 0,05 bar, kann jedoch theoretisch auch zwischen 4 bar und 6 bar liegen. Bei diesem Druck ist die Bremse gelöst und die Hilfsluftbehälter werden gefüllt. Leitet der Triebfahrzeugführer (Lokführer) eine Bremsung über das Führerbremsventil ein, wird der Druck in der Hauptluftleitung abgesenkt. Die normale Betriebsbremsung wird mit einer Druckabsenkung von 0,4 bis 1,5 bar (Vollbremsung) eingeleitet, die Schnell-, Zwangs- oder Notbremse (NB) entlüftet die Hauptluftleitung auf Umgebungs-Luftdruck. Zum Lösen der Bremse wird der Druck wieder auf den Regelbetriebsdruck angehoben. Die Hauptluftleitung ist somit Energie- und Informationsträger der automatischen Druckluftbremse (Eisenbahn) auf pneumatischer Basis. Da die Übermittlungsgeschwindigkeit der Bremsinformation in langen Zugkompositionen eine entscheidende Rolle spielt, schreibt die UIC540 eine Durchschlagsgeschwindigkeit von min. 250 m/s vor, die sich aus der Länge der Hauptluftleitung, dividiert durch die Zeit (Durchschlagszeit) vom Auslösen einer Schnellbremsung bis zum Beginn des Druckanstiegs im Bremszylinder des letzten Wagens, ergibt. Theoretisch breiten sich Druckwellen mit Schallgeschwindigkeit (343 m/s) aus, erreichbar in Schienenfahrzeugen sind ca. 270 m/s bis 300 m/s. Aus diesem Grund wird in der UIC541 die lichte Weite der Hauptluftleitung vorgeschrieben; für Reisezugwagen 25 mm und für längere Güterzüge 32 mm; zudem sind in dieser Rohrleitung keine starken Krümmungen oder gar 90°-Verschraubungen zulässig. Früher sollte die Rohrleitung auf einer Ebene verlegt sein, damit im Winter nicht die Gefahr des Einfrierens durch Kondenswasser in tieferliegenden Rohrbögen besteht. Moderne Lokomotiven verfügen jedoch über komplexe Luftverdichter mit Wasserabscheidern. Beim Zusammenkuppeln wird die Hauptluftleitung zunächst mit Bremskupplungen (Schläuche) verbunden, dann werden die Absperrhähne geöffnet. Nach einer neuen Zugbildung muss vor der Abfahrt mit einer vollen Bremsprobe die Durchgängigkeit der Hauptluftleitung und die Funktion der Bremse überprüft werden.